# Белокузьминовка
Белокузьми́новка (укр. Білокузьминівка) — село в Константиновской городской общине Краматорского района Донецкой области Украины.

## Общие сведения
Население по переписи 2001 года составляло 689 человек. Почтовый индекс — 85130. Телефонный код — 6272.

## Географическое положение
Расположена в 14 км от г. Краматорск на автодороге Краматорск — Марково.
Расположено на реке Беленькая и её притоке Часов Яр.
Возле села находится геологический памятник природы местного значения «Скалообразное обнажение верхнего мела».

## Достопримечательности
Меловые (белые) скалы — выход кремниево-меловых пород по берегу ручья 2-я Беленькая, достигающих высоты 90—110 метров с практически отвесными склонами. Очень живописный «горный» пейзаж, не характерный для региона.

### Экономика
Конезавод агрофирмы «Шахтёр».